# Romann Berrux
Romann Berrux (13 de agosto de 2001) es un actor francés.

## Carrera
En 2011 apareció en la película Kirikou et les hommes et les femmes donde prestó su voz para el personaje de Kirikou.
En 2013 se unió al elenco de la serie Détectives donde interpretó a Hugo Roche, hasta 2014.
En 2015 se unió al elenco recurrente de la segunda temporada de la serie Outlander donde interpreta a Fergus Fraser, un joven huérfano que es adoptado por Claire Fraser (Caitriona Balfe) y Jamie Fraser (Sam Heughan). El actor francés César Domboy interpretará a Fergus de grande a partir de la tercera temporada en el 2016.

## Filmografía

### Series de televisión
| Año             | Título                  | Personaje     | Notas                                |
| --------------- | ----------------------- | ------------- | ------------------------------------ |
| 2016 - presente | Outlander               | Fergus Fraser | 8 episodios                          |
| 2013 - 2014     | Détectives              | Hugo Roche    | 16 episodios                         |
| 2010            | Le juge est une femme   | Tom Blanchard | episodio "Les enfants de la lumière" |
| 2009            | Brigade Navarro         | Romain        | episodio "Mascarade"                 |
| 2008            | Joséphine, ange gardien | Rémi          | episodio "Le festin d'Alain"         |

### Películas
| Año  | Título                              | Personaje     | Notas |
| ---- | ----------------------------------- | ------------- | --- |
| 2014 | Coût de chance                      | Marius Fares  | junto a Yves Rénier, Julie-Anne Roth, Christiane Millet, Lilly Rose Debos y François Godart                     |
| 2012 | Kirikou et les hommes et les femmes | Kirikou       | junto a Awa Sene Sarr                                                                                           |
| 2011 | Le bon samaritain                   | Gaëtan Fauvet | junto a Laurent Gamelon, Bernadette Lafont, Michel Galabru, Patrick Bosso, Elise Tielrooy y David Faure         |
| 2010 | Merci papa, merci maman             | Jules         | junto a Sébastien Knafo, Laurent Ournac, Francis Perrin, Fatou N'Diaye y Emmanuel Suarez                        |
| 2008 | Miroir, mon beau miroir             | Ludo          | junto a Marie-France Pisier, Émilie Dequenne, Malik Zidi, Michel Aumont, Sophie Le Tellier y Serge Hazanavicius |
| 2007 | Le coeur des hommes 2               | Gaston        | junto a Bernard Campan, Gérard Darmon, Jean-Pierre Darroussin, Marc Lavoine, Zoé Félix y Valérie Kaprisky       |

### Teatro
| Año         | Obra                 | Personaje | Director (a)                   | Teatro                        | Notas                                          |
| ----------- | -------------------- | --------- | ------------------------------ | ----------------------------- | ---------------------------------------------- |
| 2010 - 2011 | Kramer Contre Kramer | -         | Didier Caron y Stéphane Boutet | Théâtre des Bouffes Parisiens | junto a Frédéric Diefenthal y Gwendoline Hamon |